# حسام كمال أبو الخير
الطيار / محمد حسام كمال الدين أبو الخير هو وزير الطيران المدني الحالي في حكومة شريف إسماعيل. وشغل نفس المنصب في حكومة إبراهيم محلب خلفًا للمهندس عبد العزيز فاضل، وزير الطيران في حكومة حازم الببلاوي المستقيلة.

## حياته
ولد الطيار حسام كمال، بالقاهرة في عام 1963، وهو متزوج ولديه أربعة أبناء، وهو قائد لطراز البوينج 777، كما أنه مدرب وممتحن على نفس الطراز ولديه خبرة تزيد على 13000 ساعة طيران، وكان يشغل منصب رئيس مجلس إدارة الشركة القابضة لمصر للطيران منذ 7 أغسطس 2013، وحتى تكليفه بتولى حقيبة وزارة الطيران المدني (مصر).
- الهوايات

( القراءة، السباحة , الإسكواش، كرة القدم )

## حياته المهنية
- أمضى حسام أكثر من 30 عامًا من الخبرة والعمل في قطاع الطيران، وقد شغل العديد من المناصب الإدارية المهمة على مدار ثلاثة عقود من العمل[1]،

### المناصب الإدارية
- تولى منصب نائب رئيس الشركة القابضة لمصر للطيران منذ سبتمبر 2009.[4]
- تم اختياره رئيسًا للشركة القابضة لمصر للطيران في 7 ديسمبر 2011 وحتى 25 سبتمبر 2012.[4]

### اللجان
للطيار حسام كمال دور رئيسى في العديد من اللجان المهمة والاستراتيجية التي ساهمت بشكل كبير في تعزيز قدرات مصر للطيران، وكان له دور فعال في هذه المرحلة المهمة في تاريخ الشركة، وقد شغل العديد من المناصب القيادية خلال سنوات عمله الواحد والثلاثين التي قضاها بقطاع الطيران، منها 
- مديرًا عامًا للتدريب الجوى بمصر للطيران ونائبًا لرئيس مجلس إدارة شركة مصر للطيران للخطوط الجوية.[2]
- نائباً لرئيس مجلس إدارة شركة مصر للطيران للخطوط الجوية .
- اللجان المهمة والإستراتيجية بمصر للطيران، (والتي كان لها أكبر الأثر في تطوير العمل داخل الشركة) .
- اللجنة الدورية للتنسيق والمتابعة مع المطارات[3] على مستوى الشركة القابضة لمصر للطيران (التي لها دور كبير في تنسيق التشغيل بين مصر للطيران والمطارات).
- لجنة الحسابات البينية لشركات مصر للطيران .
- ورئيس لجنة الخطة الاستثمارية للشركة .
- ورئيس لجنة السمة التجارية (التي قامت بتعديل وتفعيل السمة التجارية الجديدة لمصر للطيران) .

### المناصب القيادية الدولية والإقليمية
شغل الطيار حسام كمال، العديد من المناصب القيادية الدولية والإقليمية منها .
- عضوية لجنة الاستراتيجيات والسياسات بالإياتا (الاتحاد الدولى للنقل الجوى) .
- عضوية مجلس المحافظين بنفس المنظمة .
- ورئيس اتحاد شركات الطيران الأفريقية .
- وعضو المجلس التنفيذى لتحالف ستار، وعضو اللجنة التنفيذية للاتحاد العربى للنقل الجوى .

### الإشراف
- أشرف على تجهيز استراحات تحالف ستار التي تملكها وتديرها مصر للطيران بمطار القاهرة.[3]
- أشرف على مشروع الــ"Through Check-in" لشركات تحالف ستار والذي كان له أكبر الأثر في تفعيل دور مطار القاهرة الدولي كمطار محورى عن طريق تبسيط إجراءات السفر والوصول للعملاء.[2]